# Avena fatua

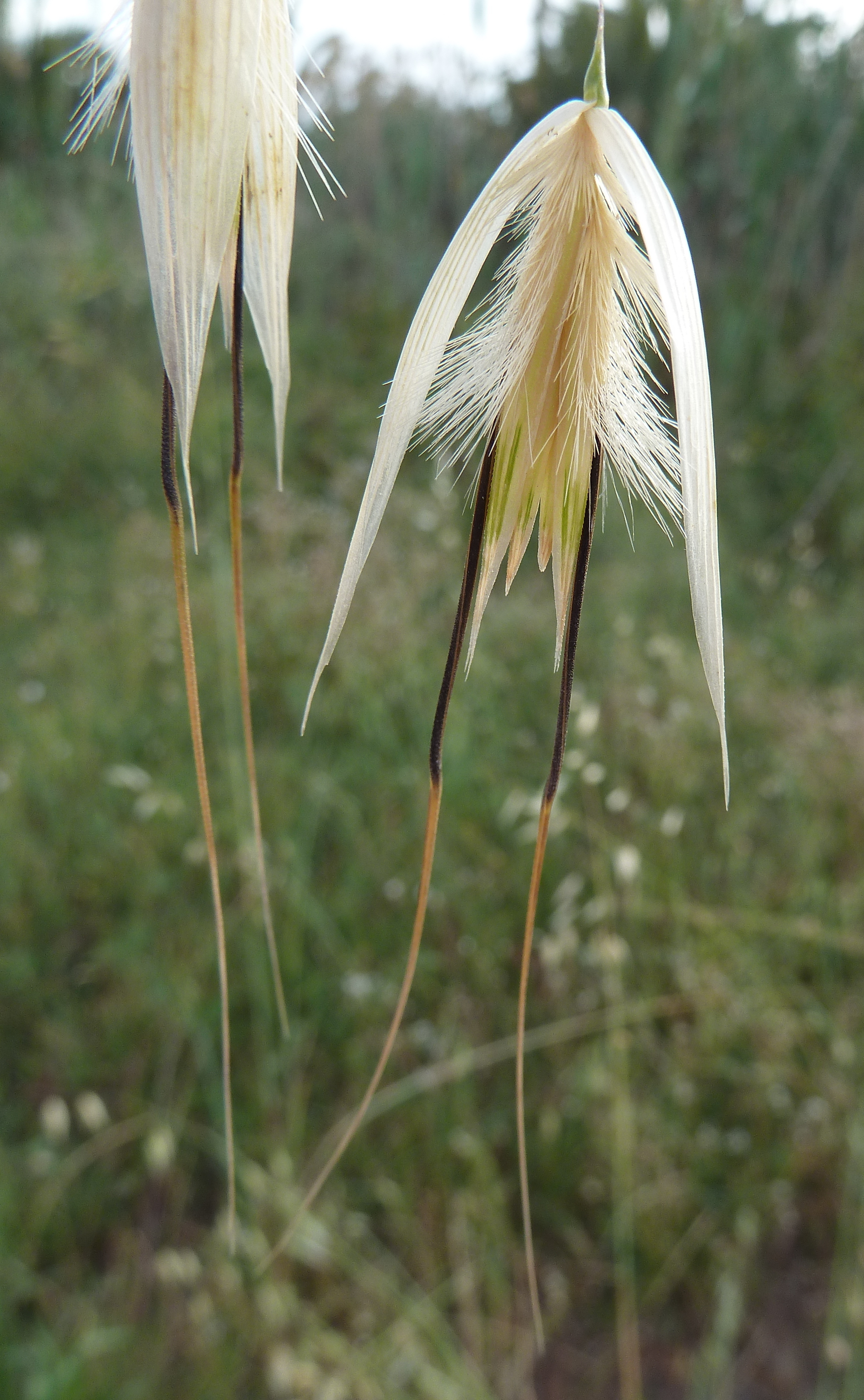
Espiguilla, detalle.

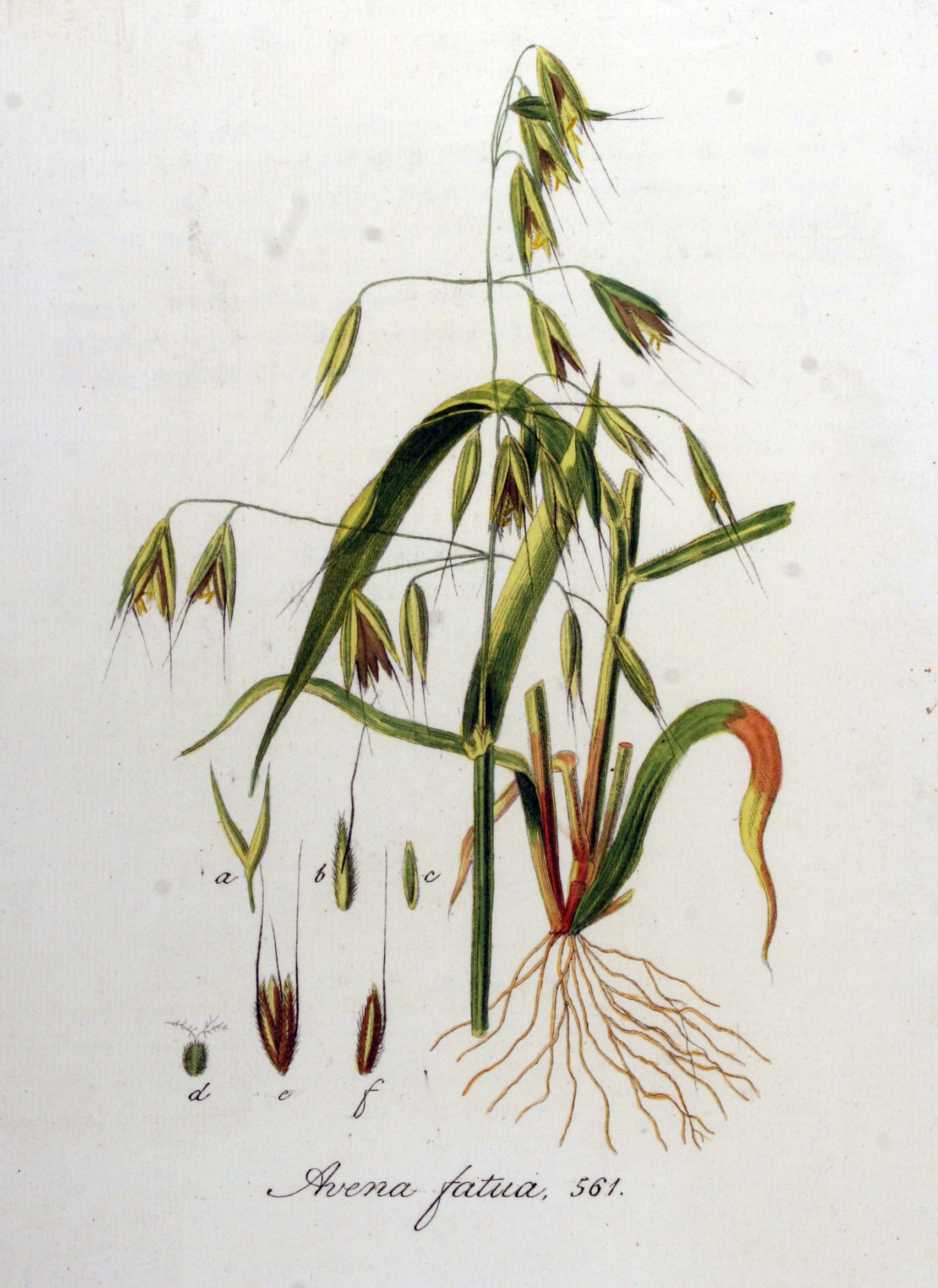
Avena fatua en Jan Kops, Flora Batava, vol. VIII, 1844

La avena salvaje común (Avena fatua) es una especie de planta fanerógama de la familia de las poáceas.

## Descripción
Planta con raíz fibrosa, densamente  ramificada; con tallos herbáceos, erectos o,  algunas veces,  plegados  en  los nudos  inferiores, de  40 a  60 cm  de altura;  hojas con lígula membranosa, limbo lanceolado  de  10  a 20  cm de largo  y 1 cm  de ancho, ascendente  y áspero el tacto; la inflorescencia es una panícula racemosa, abierta, de  10 a 30 cm de largo de espiguillas colgantes, sostenidas por pedicelos  delgados, y que contienen  2 a 3 florecillas cubiertas por glumas  de  2-3 cm de largo con nervaduras  verdes prominentes y con pelos largos de color café en la base;  dichas glumas sostienen, en la parte media del dorso, una arista de 3 a 4 cm de largo, doblada en su región media. El fruto es un cariópside alargado de 6 a 8 mm de longitud y de color claro.[cita requerida]

## Hábitat
Terrenos baldíos y de cultivos, playas de gravilla.

## Distribución
Mediterráneo, y Eurasia. Introducida prácticamente en el mundo entero, excepto zonas desérticas o tropicales y altas latitudes.

## Taxonomía
Avena fatua fue descrita por Carlos Linneo  y publicado en Species Plantarum 1: 80. 1753.
Etimología
Avena: del latín ǎvēna, -ae, ya utilizado por, entre otros, Virgilio en las Georgicas (1, 77 y 164) para designar este género de Gramínea.
fatua: epíteto latín de fātǔus, -a, -um, insensato, extravagante, loco.  
Sinonimia
- Anelytrum avenaceum Hack.
- Avena ambigua Schoenb.
- Avena cultiformis (Malzev) Malzev
- Avena hybrida Peterm.
- Avena intermedia Lindgr.
- Avena intermedia T. Lestib.
- Avena japonica Steud.
- Avena lanuginosa Gilib.
- Avena meridionalis (Malzev) Roshev.
- Avena nigra Wallr.
- Avena occidentalis Durieu
- Avena patens St.-Lag.
- Avena pilosa Scop.
- Avena sativa subsp. fatua (L.) Fiori
- Avena sativa var. fatua (L) Fiori
- Avena sativa subsp. fatua (L.) Thell.
- Avena sativa var. sericea Hook.f.
- Avena septentrionalis Malzev
- Avena sterilis Delile ex Boiss.
- Avena vilis Wallr.[2]

## Nombres comunes
En cursiva, los más corrientes.
- Castellano: avena, avenate, avena brava, avena bravía, avena falsa, avena fatua, avena guacha, avena loca, avena morisca, avena salvaje, avena silvestre, avena silvestre común, avenas locas, avenilla (en Chile), balanco, balango, ballico, ballueca, balluerca, bayueca, cugula, cula, luello, olva, vena, vena brava, vena bravía.[3]